# Яблунівка (Фастівський район)
Яблуні́вка — село Бишівської сільської громади Фастівського району Київської області. Розташована на лівому березі річки Ірпінь за 41 км від обласного центру. Найближча залізнична станція — Васильків-1 — 25 км.
Площа населеного пункту становить 280,36 га, кількість подвір'їв — 228. Чисельність населення — 432 осіб. День села — 4 листопада.

## Історія
Поблизу села є три кургани та знайдено знаряддя праці доби бронзи (II тисячоліття до н. е.).
За легендою, засноване село в XVI ст. поляками, які одержали вільні землі в дарунок від польського короля за вірну службу йому. За народними переказами, першими поселенцями були Михайлівський, Соболевський, Яблонський. Ініціатором забудови села став пан Яблонський. Поляки селилися родинами. І донині залишилися в Яблунівці назви поселень із нащадками тих поляків.
Перша письмова згадка належить до 1643 року, коли с. Яблонку пан Харлінський заставив панові Трипольському.
8.07.1768 через Яблунівку проходив зі своїм загоном гайдамацький ватажок Іван Бондаренко.
Яблунівка — єдине село з навколишніх, де не було панської неволі, кріпацтва. Населення Яблунівки поділялося на селян і міщан. Селяни мали власну землю, обробляли її. Дехто мав великі площі лісу, що щільно оточував село. На Ірпені було збудовано водяний млин. А в центрі, на вигоні, над шляхом до Чорногородки спорудили вітряк. Брати Лазебники відкрили олійницю. Родина Новіцьких мала молотарку, допомагали усім селянам полегшувати процес обмолочування зерна. Міщани ж орендували землю або ходили на роботу до міст Васильків, Київ, де наймалися до майстрів-кустарів. Були в Яблунівці ковалі, муляри, столяри, бондарі, стельмахи. Пам'ятають у Яблунівці ім'я першого вчителя Монтрезора Василя Бенедиктовича, який у себе вдома навчав сільських хлопчиків грамоти. Художник за покликанням, В. Б. Монтрезор залишив нащадкам десятки чудових картин, писаних олією.
У 1855 році жителі села взяли участь у Київській козаччині.
Погіршилося життя яблунівців з початком першої світової війни. Десятки здорових чоловіків забрали на фронт. А з фронту повернулися О. П. Андрухович, О. І. Саржинський та І. П. Балабан, які розповідали, що більшовики проводили з ними бесіди про революцію. Звістку про повалення царського уряду в Яблунівку принесли мешканці села І. С. Медведський та В. Б. Монтрезор, що малярували в Києві. І самі брали участь у робітничих заворушеннях в районі Шулявки.
Під час визвольних змагань військові частини, що проходили через Яблунівку, грабували селян. Лише в 1920 р. у селі остаточно встановилася радянська окупаційна влада. У 1922 р. створено комітет незаможників, головою якого було обрано А. Л. Чигира. Для ліквідації неписьменності активісти створили кілька груп лікнепу. Головою цих груп був учитель М. І. Сухаревський.
У 1926 р. було створено перше кооперативне об'єднання — товариство спільного обробітку землі (ТСОЗ), куди увійшло 15 селянських господарств.
А в 1929 р. було утворено колгосп, до складу якого входило 18 господарств. Першим його головою був О. Я. Грубський. У 1927 р. молоді активісти села створили першу комсомольську організацію, яку очолив Тимошенко. Комсомольці відкрили хату-читальню, лікнеп, збудували сільський клуб, виступали перед односельцями з концертами, ставили спектаклі за п'єсами українських авторів, та в повний голос проявили себе у 1932-1933 рр. У 1929 р. було збудовано дерев'яну школу-чотирирічку.
У 1930—1931 рр. в Яблунівці було збудовано цегельню. Цеглу виготовляли з глини, добутої в урочищі Перша Рудка. Колишнє приміщення Бишівської школи-інтернату збудоване саме в ці роки з цегли, виготовленої в Яблунівці. Збудували льонарник. Відкрили торфартиль.
1932 рік був також не поганий на врожай. Але продзагони вивезли усе із селянських господарств Яблунівки. Залишилися лише кукурудзяні качани без насіння. На полях збирали залишки мерзлої картоплі. Люди їли усе, що рухалося, літало. Не стало в селі котів, собак. Видирали пташині гнізда. Були в селі і випадки канібалізму. За зиму 1932—1933 рр. в Яблунівці вимерла третина населення. Голод не обминув жодної сім'ї в Яблунівці. Та працелюби змогли вистояти, доклали багато зусиль для процвітання села.
У 1935 р. посадили яблуні та груші найкращих сортів — сад на площі 30 га. Було збудовано першу контору колгоспу, пошту, дитячі ясла.
5 липня 1941 року о 14 годині радянські війська (а разом з ними — десятки яблунівців) залишили село. Відходячи, сапери знищили міст через р. Ірпінь. А вже о 15 годині у селі нишпорили гітлерівці, грабуючи місцевих мешканців.
150 жителів Яблунівки воювали на фронтах Німецько-радянської війни. Смертю хоробрих загинув 131 житель Яблунівки та Леонівки. 35 жителів Яблунівки брали участь у діяльності партизанських загонів, що діяли в навколишніх лісах. Молоді яблунівці Концевич Володимир, Саржинський Петро, Хмелівський Петро, Грубський Михайло, Сухаревський Микола зуміли встановити зв'язок із партизанами, допомагали їм, чим могли. Поліцаї викрили юних зв'язківців, відвезли їх до комендатури в с. Бишів на допит. Але 14-16-ти річні юнаки мовчали, не зрадили партизанів жодним словом; їх розстріляли в яру за Бишевом, по дорозі до Соснівки.
7 листопада 1943 року села Яблунівка та Леонівка були відвойовані від нацистських окупантів. На честь загиблих сталінських вояків у селах Яблунівка та Леонівка споруджено пам'ятники. На меморіальних дошках та на чорній мармуровій стелі висічені імена тих яблунівців та леонівців, що загинули смертю хоробрих на фронтах Другої світової війни, а також тих 26 воїнів, що полягли в боях за Яблунівку. Їх тіла захоронені у братській могилі, що у парку.
Колгосп «Дружба», що був у Яблунівці, реорганізовано у радгосп імені Котовського.
В «Історії міст і сіл Української РСР» про Яблунівку початку 1970-х було подано таку інформацію:

| Яблунівка - село, центр сільської Ради, розташоване на березі річки Ірпеня, за 13 км від залізничної станції Мотовилівка та за 31 км від районного центру. Населення - 551 чоловік. Сільраді підпорядковане с. Леонівка. У селі - центральна садиба радгоспу ім. Котовського, який обробляє 4500 га землі, в т. ч. 3300 га орної. Основний напрям господарства - тваринництво; вирощують зернові, льон. У селі є восьмирічна школа, клуб, бібліотека.[1]. |
У 1998 р. споруджено нову дев'ятирічну школу. Село газифіковано, є водопровід. У селі є ставок, пилорама, дитячий садок, бібліотека; працюють відділення зв'язку, фельдшерсько — акушерський пункт, три магазини, кав'ярня.

## Населення

### Мова
Розподіл населення за рідною мовою за даними перепису 2001 року:
| Мова       | Кількість | Відсоток |
| ---------- | --------- | -------- |
| українська | 535       | 94.36%   |
| російська  | 31        | 5.47%    |
| румунська  | 1         | 0.17%    |
| Усього     | 567       | 100%     |

## Відомі люди
У селі народилися:
- офіцери Радянської та Української армій К. І. Тимошенко, Л. Г. Солодовніков, І. І. Сокульський, М. Г. Сокульський, М. С. Яворський, М. В. Монтрезор, П. І. Балабан, І. І. М'ялківський;
- лікарі — М. М. Новіцький, В. С. Даценко, Д. І. Медведський, В. С. Качура;
- вчителі — С. В. Хмелівська, Л. Г. Медведська, В. Г. Сокульська, В. М. Андрухович, О. А. Панькевич, Л. Д. Корнійчук, Н. Д. Корнійчук, С. Д. Корнійчук.
- інженери — А. Я. Блощаневич та В. А. Лазебник;
- геологи — Л. М. Стахівський та М. М. Медведський;
- юрист — В. К. Орлівський.

Династію педагогів складають нині онуки та праонуки колишнього вчителя-художника В. Б. Монтрезора: онуки: Г. А. Андрухович, А. А. Андрухович, В. А. Андрухович; праонуки: Т. І. Лазебник, О. А. Андрухович, А. А. Андрухович, Г. І. Антоненко.
У Яблунівці похований Володимир Покотило — член націоналістичного підпілля, в'язень ГУЛАГу.

## Галерея

Сільрада та пункт поліції
Сільський клуб
Пам'ятник жертвам Голодомору
Будівництво церкви
Водогосподарство